# Constantin I. Gulian
Constantin Ionescu Gulian (ur. 22 kwietnia 1914 w Bukareszcie  – zm. 21 sierpnia 2011) – rumuński filozof marksistowski, od 1955 członek Prezydium Akademii Rumuńskiej.

## Życiorys
Współzałożyciel w 1945 r. Akademii Ștefana Gheorghiu - wyższej uczelni kształcącej kadry Rumuńskiej Partii Komunistycznej w dziedzinach społeczno-politycznych, administracyjnych i agitacyjno-propagandowych.
Jego działalność filozoficzna datuje się od 1946 i koncentruje się na problemach etyki, antropologii, socjologii, filozofii kultury i historii filozofii. Pełnił funkcje kierownika katedry filozofii na Uniwersytecie w Bukareszcie i był wieloletnim dyrektorem jego Instytutu Filozofii. Uchodził za jednego z wybitniejszych marksistowskich znawców filozofii G.W.F. Hegla.
Jego prace wydawane były w Związku Radzieckim, Niemieckiej Republice Federalnej, Austrii, Francji, Hiszpanii, Portugalii, Meksyku i Brazylii.

## Najważniejsze prace
- Intróducere în etica nouă, Bukareszt 1946,
- Nicolae Bălcescu, Bukareszt 1953,
- Goethe și problemele filozofiei, Bukareszt 1957,
- Metodă și sistem la Hegel, tom I-II, Bukareszt 1957–1963 (wyd. ros. Metod i sistiema Gegelja, Moskwa 1962–1963),
- Marxisme et idéalisme dans l'histoire et la théorie de la culture, Bukareszt 1958,
- Le problemè de l'objectivation dans la "Phénomenologie de l'espirit", Bukareszt 1958,
- Despre cultura spirituală a popoarelor africane, Bukareszt 1964,
- Problematica omului, Bukareszt 1966,
- Originile umanismului și ale culturii, Bukareszt 1967,
- Mit și cultură, Bukareszt 1968,
- Le Marxisme devant l'homme. Essai d'anthropologie philosophique, Paryż 1968,
- Hegel sau filozofia crizei, Bukareszt 1970 (wyd. franc. Hegel ou la philosophie de la crise, Paryż 1970, wyd. pol. Hegel i filozofia kryzysu, Warszawa 1974, tłum. Stanisław Cichowicz i Maryna Ochab).